# Pistoia sotterranea
Pistoia sotterranea è un museo della città di Pistoia.
Con i suoi 650 metri di percorsi sotterranei è il circuito ipogeo più lungo della Toscana.

## Descrizione
Portato alla luce solo recentemente con una vasta opera di restauro offre una visione inedita sulla città e sulla sua evoluzione urbanistica nel corso dei secoli.

## Teatro anatomico
All'interno del percorso espositivo è possibile visitare anche il teatro anatomico dell'Ospedale del Ceppo.